# Diócesis de Gizo
La diócesis de Gizo (en latín: Dioecesis Ghizotana y en inglés: Roman Catholic Diocese of Gizo) es una circunscripción eclesiástica de la Iglesia católica en las Islas Salomón. Se trata de una diócesis latina, sufragánea de la arquidiócesis de Honiara. Desde el 16 de junio de 2023 su obispo es Peter Houhou.

## Territorio y organización
La diócesis tiene 8573 km² y extiende su jurisdicción sobre los fieles católicos de rito latino residentes en las provincias: Occidental, Choiseul e Isabel.
La sede de la diócesis se encuentra en la ciudad de Gizo, en la isla de Gizo, en donde se halla la Catedral de San Pedro. 
En 2023 en la diócesis existían 8 parroquias.

## Historia
El vicariato apostólico de las Islas Salomón Occidentales fue erigido el 11 de junio de 1959 mediante la bula Christi regnum del papa Juan XXIII separando territorio de los vicariatos apostólicos de las Islas Salomón Septentrionales (hoy diócesis de Bougainville) y de las Islas Salomón Meridionales (hoy arquidiócesis de Honiara).
El 15 de noviembre de 1966 mediante la bula Laeta incrementa del papa Pablo VI el vicariato apostólico fue elevado a diócesis y tomó su nombre actual.
Originalmente sufragánea de la arquidiócesis de Rabaul, el 15 de noviembre de 1978 pasó a formar parte de la provincia eclesiástica de la arquidiócesis de Honiara.

## Estadísticas
Según el Anuario Pontificio 2024 la diócesis tenía a fines de 2023 un total de 17 605 fieles bautizados.
| Año                                                                             | Población            | Población | Población      | Sacerdotes | Sacerdotes    | Sacerdotes    | Bautizados por sacerdote | Diáconos permanentes | Religiosos | Religiosos | Parroquias |
| Año                                                                             | Bautizados católicos | Total     | % de católicos | Total      | Clero secular | Clero regular | Bautizados por sacerdote | Diáconos permanentes | Varones    | Mujeres    | Parroquias |
| ------------------------------------------------------------------------------- | -------------------- | --------- | -------------- | ---------- | ------------- | ------------- | ------------------------ | -------------------- | ---------- | ---------- | ---------- |
| 1970                                                                            | 3557                 | 33 046    | 10.8           | 6          | 1             | 5             | 592                      |                      | 6          | 11         | 5          |
| 1980                                                                            | 4300                 | 51 831    | 8.3            | 7          | 1             | 6             | 614                      |                      | 11         | 21         | 5          |
| 1990                                                                            | 6636                 | 83 300    | 8.0            | 8          | 1             | 7             | 829                      |                      | 13         | 18         | 5          |
| 1999                                                                            | 10 643               | 109 899   | 9.7            | 9          | 2             | 7             | 1182                     |                      | 9          | 15         | 5          |
| 2000                                                                            | 9000                 | 135 000   | 6.7            | 9          | 2             | 7             | 1000                     |                      | 15         | 14         | 5          |
| 2001                                                                            | 9000                 | 135 000   | 6.7            | 10         | 3             | 7             | 900                      |                      | 15         | 16         | 5          |
| 2002                                                                            | 10 000               | 100 000   | 10.0           | 8          | 3             | 5             | 1250                     |                      | 16         | 15         | 5          |
| 2003                                                                            | 10 325               | 110 325   | 9.4            | 8          | 3             | 5             | 1290                     |                      | 19         | 17         | 5          |
| 2004                                                                            | 11 325               | 102 000   | 11.1           | 9          | 3             | 6             | 1258                     |                      | 10         | 17         | 5          |
| 2006                                                                            | 10 966               | 105 116   | 10.4           | 8          | 4             | 4             | 1370                     |                      | 17         | 18         | 5          |
| 2013                                                                            | 14 000               | 137 000   | 10.2           | 10         | 5             | 5             | 1400                     |                      | 16         | 14         | 7          |
| 2016                                                                            | 15 214               | 136 347   | 11.2           | 11         | 6             | 5             | 1383                     |                      | 12         | 12         | 7          |
| 2019                                                                            | 16 040               | 143 400   | 11.2           | 20         | 5             | 15            | 802                      |                      | 20         | 19         | 8          |
| 2021                                                                            | 16 920               | 148 900   | 11.4           | 22         | 8             | 14            | 769                      |                      | 15         | 19         | 8          |
| 2023                                                                            | 17 605               | 154 900   | 11.4           | 15         | 7             | 8             | 1173                     |                      | 10         | 19         | 8          |
| Fuente: Catholic-Hierarchy, que a su vez toma los datos del Anuario Pontificio. |                      |           |                |            |               |               |                          |                      |            |            |            |

## Episcopologio
- Eusebius John Crawford, O.P. † (1 de marzo de 1960-3 de febrero de 1995 retirado)
- Bernard Cyril O'Grady, O.P. (3 de febrero de 1995-5 de junio de  2007 retirado)
- Luciano Capelli, S.D.B. (5 de junio de 2007-16 de junio de 2023 retirado)
- Peter Houhou, desde el 16 de junio de 2023